# ناحية الجلاء
ناحية الجلاء إحدى نواحي سوريا تتبع إداريّاً لمحافظة دير الزور منطقة البوكمال ومركزها مدينة الجلاء، بلغ تعداد سكان الناحية 29,255 نسمة حسب التعداد السكاني لعام 2004.

## بلدات وقرى ناحية الجلاء
العباس، الجلاء، القطعة، الصالحية، الطوطحية.